# Lâche-moi les baskets
Pour plus de détails, voir Fiche technique et Distribution.
Lâche-moi les baskets (The Pom Pom Girls) est un film américain réalisé par Joseph Ruben et sorti en 1976. Il a popularisé auprès des Français l'expression pom-pom girls, les héroïnes du film ayant choisi ce nom pour nommer leur troupe.

## Fiche technique
Sauf indication contraire, les informations mentionnées dans cette section peuvent être confirmées par la base de données cinématographiques IMDb,  présente dans la section « Liens externes ».
- Titre : Lâche-moi les baskets
- Titre original : The Pom Pom Girls
- Réalisation : Joseph Ruben
- Scénario : Robert J. Rosenthal et Joseph Ruben
- Production : Cal Naylor, Joseph Ruben et Marilyn Jacobs Tenser
- Musique : Michael Lloyd
- Photographie : Stephen M. Katz
- Montage : George Bowers
- Pays de production :  États-Unis
- Format : Couleurs - 1,33:1 - Mono
- Genre : Comédie
- Durée : 89 minutes
- Dates de sortie : 
  - États-Unis : mai 1976
  - France : 5 janvier 1977

## Distribution
- Robert Carradine : Johnnie
- Jennifer Ashley : Laurie
- Michael Mullins : Jesse
- Lisa Reeves : Sally
- Bill Adler : Duane
- James Gammon : l'entraîneur
- Susan Player : Su Ann